# 維多利亞島 (俄羅斯)

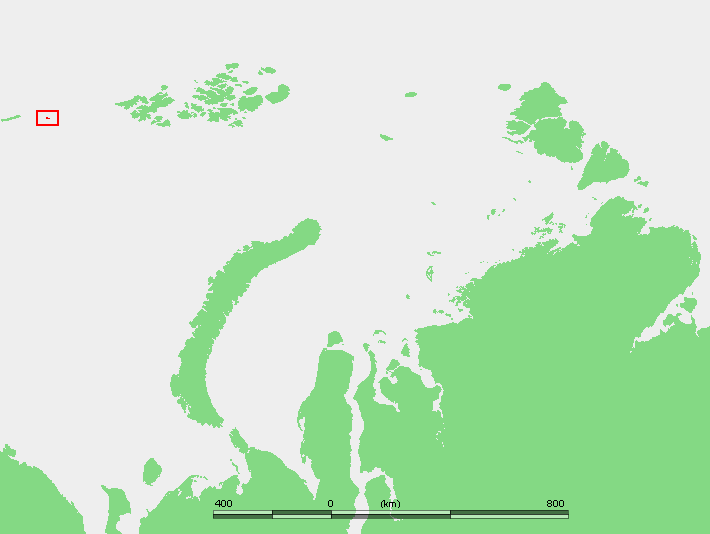

維多利亞島是俄羅斯的島嶼，由阿爾漢格爾斯克州負責管轄，位於斯匹茲卑爾根群島和法蘭士約瑟夫地群島之間，該島長約5公里、寬2.5公里，面積約14平方公里，最高點海拔高度105米。
80°09′N 36°46′E / 80.150°N 36.767°E